# Amiota parviserrata
Amiota parviserrata este o specie de muște din genul Amiota, familia Drosophilidae, descrisă de Chen și Masanori Joseph Toda în anul 2007. Conform Catalogue of Life specia Amiota parviserrata nu are subspecii cunoscute.